# Genézia Izabel Cardoso
Genézia Izabel Ferraz Cardoso, coniugata Mencacci (Sorocaba, 2 luglio 1935 – Sorocaba, 18 giugno 1996), è stata una cestista brasiliana.

## Carriera
Con il Brasile ha disputato i Campionati mondiali del 1957, i Campionati sudamericani del 1956 e i Giochi panamericani di Chicago 1959. 